# Cirolana latistylis
Cirolana latistylis är en kräftdjursart som beskrevs av James Dwight Dana 1853 Species inquirenda. Cirolana latistylis ingår i släktet Cirolana och familjen Cirolanidae. Inga underarter finns listade i Catalogue of Life.